# Karl Eberhard Schöngarth
Karl Eberhard Schöngarth (Leipzig, 22 april 1903 – Hamelen, 16 mei 1946) was een Duitse SS-generaal, jurist, nationaalsocialist en bevelhebber van de Sicherheitspolizei en de Sicherheitsdienst (SD) in het bezette Polen en later in Nederland, die veroordeeld en geëxecuteerd is wegens oorlogsmisdaden.

## Biografie

### Vroege carrière en politieke oriëntatie
Schöngarth was de zoon van een bierbrouwer. In 1920 deed hij naar eigen zeggen mee aan de Kapp-putsch, een mislukte staatsgreep. Van 1922 tot 1924 was hij lid van de Sturmabteilung (SA). In 1924 begon hij aan de studie rechtsgeleerdheid, die hij in 1929 afrondde met een doctoraat. Het bijbehorende proefschrift behandelde een onderwerp uit het arbeidsrecht. Hij werkte aanvankelijk als jurist voor de Pruisische overheid, maar in 1935 kreeg hij een positie bij de Gestapo en spoedig daarna bij de Sicherheitsdienst (SD). In ieder geval vanaf 1936 was hij lid van de SS en (opnieuw) van de NSDAP. Hij nam in 1940 deel aan de Slag om Frankrijk als reserve-luitenant van de Luftwaffe. Spoedig daarna volgde benoeming tot luitenant-kolonel van politie.

### Generaal-gouvernement: hoofd van Sicherheitspolizei en SD, leider vanEinsatzgruppe, Wannseeconferentie
Van begin 1941 tot midden 1943 bekleedde Schöngarth het ambt van Befehlshaber der Sicherheitspolizei und des SD in bezet Polen (Generaal-Gouvernement). In 1941 leidde hij een Einsatzkommando zur besonderen Verfügung (onderdeel van de zogeheten Einsatzgruppen) waarmee hij in juli 1941 aankwam in Lemberg (het huidige Lviv, Pools: Lwów). Deze groep was verantwoordelijk voor de moord op zeker 20 professoren en anderen van de universiteit van Lemberg, waarschijnlijk in het kader van een nazicampagne om de Joodse en Poolse intellectuele elite uit te roeien.  De Nederlandse zakenman Pieter Menten was hem hierbij behulpzaam. Daarnaast werden vele Joodse burgers vermoord. Het totaal aantal slachtoffers dat in Galicië onder het bevel van Schöngarth is vermoord, loopt in de duizenden.
In het Generaal-gouvernement was een machtsstrijd gaande tussen aan de ene kant Reichsführer SS Heinrich Himmler en zijn vertegenwoordiger en vertrouweling Friedrich-Wilhelm Krüger (Höhere SS- und Polizeiführer) en aan de andere kant gouverneur-generaal Hans Frank. Deze animositeit was een van de redenen dat Reinhard Heydrich, hoofd van het Reichssicherheitshauptamt (RSHA), niet Krüger maar Schöngarth op de Wannseeconferentie uitnodigde als vertegenwoordiger van het Generaal-gouvernement, samen met Josef Bühler als afgevaardigde van Frank.

### Overplaatsing naar Waffen-SS
Dezelfde machtsstrijd en Schöngarths vriendschappelijke relatie met Menten (die ervan verdacht werd flink te profiteren van dubieuze transacties met geroofde kunst) leidden er uiteindelijk toe dat hij in ongenade viel bij Himmler en werd ontslagen als hoofd van de Sicherheitspolizei en de SD. Hij werd overgeplaatst naar de Waffen-SS. Aanvankelijk werd hij ingedeeld bij een reserveregiment van de luchtafweer bij München, en enige tijd later werd hij aan het hoofd gesteld van een infanteriecompagnie in Noord-Griekenland. De compagnie was onderdeel van de 4. SS-Polizei-Panzergrenadier-Division, die zich in Noord-Griekenland en in Joegoslavië bezighield met de bestrijding van 'partizanen'.

### Hoofd van Sicherheitspolizei en SD in Nederland
In juni 1944 kreeg Schöngarth opnieuw een functie in het politie-apparaat van het RSHA: hij werd bevelhebber van de Sicherheitspolizei en SD in het bezette Nederland, onder de Generalkommissar für das Sicherheitswesen, Hanns Albin Rauter. In Nederland hadden de grote deportaties van de Joden al hun beslag gekregen (juli 1942-september 1943). Op zijn nieuwe standplaats voerde Schöngarth een regime van massale terechtstellingen in als represailles voor daden van het verzet, zoals de moorden op 450 gevangenen van concentratiekamp Vught (augustus-september 1944) en op 263 personen na de aanslag op Hanns Albin Rauter (6 maart 1945).

### Na de oorlog
Na de Duitse capitulatie werd Schöngarth gearresteerd, berecht en veroordeeld, zij het uiteindelijk alleen voor het bevel tot het doodschieten en begraven van een bemanningslid van een geallieerde bommenwerper in Twente, een duidelijke schending van het oorlogsrecht. Een Britse militaire rechtbank in Burgsteinfurt veroordeelde hem op 11 februari 1946 tot de doodstraf door ophanging, en op 16 mei werd het vonnis voltrokken. Schöngarths deelname aan de Wannseeconferentie en zijn wandaden in het Generaal-gouvernement speelden geen rol van betekenis in die rechtszaak, en zijn represaillemaatregelen in Nederland kwamen wel aan de orde maar waren geen cruciaal onderdeel.

## Familie[11][3]
Op 16 maart 1935 trouwde Schöngarth met lerares Dorothea Gross (geboren 9 oktober 1900 in Mainz). Het echtpaar kreeg twee zonen. 

## Carrière
Schöngarth bekleedde verschillende rangen in zowel de Allgemeine-SS als Waffen-SS. De volgende tabel laat zien dat de bevorderingen niet synchroon liepen.
| Datums                                                                | Vrijkorps Thüringen | Sturmabteilung | Staatsdienst       | Allgemeine-SS          | Luftwaffe                                           | Politie                  | Waffen-SS                              |
| --------------------------------------------------------------------- | ------------------- | -------------- | ------------------ | ---------------------- | --------------------------------------------------- | ------------------------ | -------------------------------------- |
| 1919                                                                  | Zeitfreiwilliger    | —              | —                  | —                      | —                                                   | —                        | —                                      |
| 5 november 1922                                                       | —                   | SA-Mann        | —                  | —                      | —                                                   | —                        | —                                      |
| Augustus 1928                                                         | —                   | —              | Gerichtsreferendar | —                      | —                                                   | —                        | —                                      |
| 6 juni 1932                                                           | —                   | —              | Gerichtsassessor   | —                      | —                                                   | —                        | —                                      |
| 1 maart 1933                                                          | —                   | —              | —                  | SS-Anwärter            | —                                                   | —                        | —                                      |
| 1933                                                                  | —                   | —              | —                  | SS-Rottenführer        | —                                                   | —                        | —                                      |
| 1 november 1933                                                       | —                   | —              | Postassessor       | —                      | —                                                   | —                        | —                                      |
| 12 maart 1934                                                         | —                   | —              | —                  | SS-Scharführer         | —                                                   | —                        | —                                      |
| 15 oktober 1934 (Naamsverandering van de vorige rang van Scharführer) | —                   | —              | —                  | SS-Unterscharführer    | —                                                   | —                        | —                                      |
| 15 juli 1935                                                          | —                   | —              | —                  | SS-Scharführer         | —                                                   | —                        | —                                      |
| 1936                                                                  | —                   | —              | Regierungsrat      | —                      | —                                                   | —                        | —                                      |
| 9 november 1936                                                       | —                   | —              | —                  | SS-Untersturmführer    | —                                                   | —                        | —                                      |
| 19 juli 1937                                                          | —                   | —              | —                  | —                      | Gefreiter der Reserve und Reserve-Offizier-Anwärter | —                        | —                                      |
| 30 januari 1938                                                       | —                   | —              | —                  | SS-Obersturmführer     | —                                                   | —                        | —                                      |
| 20 april 1938                                                         | —                   | —              | —                  | SS-Hauptsturmführer    | —                                                   | —                        | —                                      |
| 1 augustus 1938                                                       | —                   | —              | —                  | SS-Sturmbannführer     | —                                                   | —                        | —                                      |
| 1 augustus 1939                                                       | —                   | —              | Oberregierungsrat  | —                      | —                                                   | —                        | —                                      |
| 10 september 1939                                                     | —                   | —              | —                  | SS-Obersturmbannführer | —                                                   | —                        | —                                      |
| Herfst 1939                                                           | —                   | —              | —                  | —                      | Leutnant der Reserve                                | —                        | —                                      |
| 1 januari 1940                                                        | —                   | —              | —                  | SS-Standartenführer    | —                                                   | —                        | —                                      |
| 30 januari 1941                                                       | —                   | —              | —                  | —                      | —                                                   | Oberst der Polizei       | —                                      |
| Februari 1941 (met ingang van 30 januari 1941)                        | —                   | —              | —                  | SS-Oberführer          | —                                                   | —                        | —                                      |
| 25 januari 1943                                                       | —                   | —              | —                  | —                      | —                                                   | Generalmajor der Polizei | —                                      |
| 30 januari 1943                                                       | —                   | —              | —                  | SS-Brigadeführer       | —                                                   | —                        | —                                      |
| 16 september 1943 (met oorkonde van 25 september 1943)                | —                   | —              | —                  | —                      | —                                                   | —                        | SS-Untersturmführer der Reserve (W-SS) |
| 29 september 1943 (met ingang van 1 oktober 1943)                     | —                   | —              | —                  | —                      | —                                                   | —                        | SS-Obersturmführer der Reserve (W-SS)  |

## Lidmaatschapsnummers
- NSDAP-nr.: 43 870 (lid geworden 5 november 1922, hernieuwd lid 1 mei 1933 met nummer: 2 848 857[11])
- SS-nr.: 67 174 (lid geworden 1 maart 1933[11])

## Onderscheidingen
- Kruis voor Oorlogsverdienste, 1e Klasse[14] (30 januari 1942[17]) en 2e Klasse[14] met Zwaarden
- Ehrenwinkel der Alten Kämpfer[17]
- Ehrendegen des Reichsführers-SS in 1939[17]
- SS-Ehrenring[17]
- Julleuchter der SS in december 1936[17]
- Dienstonderscheiding van de Politie, 3e Klasse[17]